# Caloncoba suffruticosa
Caloncoba suffruticosa är en tvåhjärtbladig växtart som först beskrevs av Milne-redhead, och fick sitt nu gällande namn av Arthur Wallis Exell och Herman Otto Sleumer. Caloncoba suffruticosa ingår i släktet Caloncoba och familjen Achariaceae. Inga underarter finns listade i Catalogue of Life.